# Pluto et le Bourdon
Pour plus de détails, voir Fiche technique et Distribution.
Pluto et le Bourdon (Bubble Bee) est un court-métrage d'animation américain des studios Disney avec Pluto, sorti le 24 juin 1949.

## Synopsis
Pluto joue avec une balle dans un parc lorsqu'il attaque par erreur une machine à chewing-gum. Il tente ensuite de prendre une boule à mâcher mais une abeille lui subtilise. Elle repart avec la boule jusqu'à sa ruche mais Pluto, décidé à la récupérer, fait tomber la ruche. L'abeille veut à son tour se venger...

## Fiche technique
- Titre original : Bubble Bee
- Titre français :  Pluto et le Bourdon
- Série : Pluto
- Réalisation : Charles A. Nichols
- Scénario : Eric Gurney, Milt Schaffer
- Animation : Phil Duncan, Hugh Fraser, George Kreisl, Dan MacManus
- Décors : Brice Mack
- Layout : Karl Karpé
- Musique : Oliver Wallace
- Production : Walt Disney
- Société de production : Walt Disney Productions
- Société de distribution : RKO Radio Pictures
- Format : Couleur (Technicolor) - 1,37:1 - Son mono (RCA Sound System)
- Durée : 7 min
- Langue : Anglais
- Pays de production :  États-Unis
- Date de sortie :
  - États-Unis :24 juin 1949[1]

## Voix originales
- Pinto Colvig : Pluto